# Fellowship
Cet article concerne l'album de Lizz Wright. Pour le titre académique, voir Fellow.
Albums de Lizz Wright
The Orchard
(2008)
Fellowship est le quatrième album studio de la chanteuse Lizz Wright sorti en 2010.

## Liste des titres
| No  | Titre | Durée |
| --- | --- | ----- |
| 1.  | Fellowship |       |
| 2.  | (I’ve Got to Use My) Imagination                                                                                 |       |
| 3.  | I Remember, I Believe                                                                                            |       |
| 4.  | God Specializes                                                                                                  |       |
| 5.  | Gospel Medley: I’ve Got a Feeling, Power Lord, Glory Glory, Up Above My Head, Hold On Just A Little While Longer |       |
| 6.  | Sweeping Through The City                                                                                        |       |
| 7.  | All The Seeds |       |
| 8.  | Presence Of The Lord                                                                                             |       |
| 9.  | In From The Storm                                                                                                |       |
| 10. | Feed The Light                                                                                                   |       |
| 11. | Oya |       |
| 12. | Amazing Grace |       |